# I. György görög király
I. György király (görögül: Γεώργιος A', Βασιλεῦς τῶν Ἑλλήνων; Koppenhága, 1845. december 24. – Szaloniki, 1913. március 18.), született Vilmos dán királyi herceg, 1863-tól 1913-ig Görögország királya a Glücksburg-házból.

## Élete

### Származása
György Vilmos dán hercegként született IX. Keresztély dán király (1818–1906) és Lujza hessen–kasseli hercegnő (1817–1898) második fiaként. Születésekor apja még nem volt király, csak 1863. november 15-én lett az. Vilmos a dán királyi haditengerészetnél kapott kiképzést, de tizenhét éves korában, 1863. március 30-án az európai nagyhatalmak Görögország királyává választották. Elődjét, Ottót lemondatták, és elűzték a trónról.

### Útja a trónig
Nem Vilmos volt az egyetlen jelölt a görög trónra: a vetélytársai között szerepelt Adalbert bajor herceg, akit a görög trónon ülő bátyja, Ottó utódjának nevezte ki a görög nemzetgyűlés arra az esetre, ha a király utód nélkül halna meg. Ottó később elhagyni kényszerült Görögországot, de a koronáról sohasem mondott le. A másik jelölt Viktória brit királynő fia, Alfréd, a későbbi Szász-Coburg és Gotha hercege volt. A görögök ugyan szavaztak a király személyéről, és a szavazást Alfréd herceg nyerte meg, de végül a nagyhatalmak és a görög politikusok is úgy döntöttek, hogy Vilmost teszik meg királynak.
Vilmos – a népe hagyományaihoz hűen – nem a „görögök királya”, hanem a „hellének királya” címet vette fel, és a keresztnevét is megváltoztatta: Vilmos helyett Georgiosz, azaz György lett.

### Uralkodása
Az 1863. június 5-én aláírt londoni jegyzőkönyv alapján elfogadta a görög koronát és Franciaország, Nagy-Britannia valamint Oroszország beleegyezésével június 6-án hivatalosan is Görögország királya lett. A görög nemzetgyűlés már március 30-án felajánlotta a dán hercegnek a trónt, innen számítják uralkodásának kezdetét. Az új király október 30-án érkezett meg Görögországba.
Végig nagy népszerűségnek örvendett. 1881-re Thesszália, Janina, Szaloniki, Kréta, valamint Makedónia jelentős részével növelte az ország területét.
Támogatta Pierre de Coubertin bárónak az ókori olümpiai játékok újraélesztésére irányuló kampányát, aminek eredményeként az első újkori nyári olimpiai játékokat Athénban rendezhették meg 1896-ban.
A már katonailag stabil Görögország összefogott a Balkán más nemzeteivel, hogy legyőzze a meggyengült Oszmán Birodalmat. A két Balkán-háború során Görögország jelentős területekkel lett gazdagabb.

### Meggyilkolása
1913-ban az 50. jubileumát megünnepelni szándékozó király látogatást tett Szaloniki városában. A március 18-i ebédnél (ahol a dán módra készült hagymás rostélyost szolgáltak fel) figyelmeztették, hogy ne sétáljon az utcákon testőrök nélkül, mint ahogy azt Athénban szokta tenni. Ennek ellenére a király és egyik szárnysegédje késő délután sétára indult a kikötőbe. Amint elhaladtak a Lima pasa nevű kávézó előtt, kilépett onnan egy rongyos alak, majd amikor visszafelé tartottak, újra megjelent, és ezúttal hátba lőtte a királyt. A golyó áthaladt a király tüdején, a szívén, majd a gyomrán keresztül távozott.
A merénylőt, Alekszandrosz Szkinaszt őrizetbe vették. Amikor még a tárgyalás előtt a vizsgálóbíró szobájába vezették, és rövid időre őrizetlenül hagyták, kiugrott az ablakon és szörnyet halt. Egy nacionalista csoport sem vállalta magára a gyilkosságot. A legelfogadottabb vélemény, hogy a merénylő a Macedónián esett sérelmekért állt bosszút a királyon.

### Házassága, családja
1867. október 27-én kötött házasságot Olga Konsztantyinovna Romanova orosz nagyhercegnővel (1851–1926), II. Sándor orosz cár unokahúgával, akitől nyolc gyermeke született:
- I. Konstantin (1868–1923)
- György (1869–1957)
- Alexandra (1870–1891)
- Miklós (1872–1938)
- Mária (1876–1940)
- Olga (1880. március 26. – 1880. október 21.)
- András (1882–1944)
- Kristóf (1888–1940)